# Ghiacciaio Fortuna
Il Ghiacciaio Fortuna (Fortuna Glacier in inglese) è un ghiacciaio caratterizzato da fenomeni di surge glaciale all'imboccatura di Cumberland Bay sull'isola della Georgia del Sud. Si sviluppa in direzione Nord-Est fino al suo capolinea appena ad Ovest di Cape Best, con una propaggine orientale che raggiunge quasi il lato Ovest di Fortuna Bay, sulla costa Nord della Georgia del Sud. Intorno al 1912 fu intitolato, presumibilmente, alla nave cacciatrice di balene Fortuna ed è noto per due eventi importanti avvenuti nel XX secolo.

## 1916
A metà aprile del 1915, la nave Endurance dell'esploratore britannico Ernest Shackleton, portando i 27 membri della sua spedizione antartica, rimase bloccato nel ghiaccio polare del Mare di Weddell appena fuori dall'Antartide. Nella primavera del 1916, quando il ghiaccio si riscaldò e si spostò verso Nord, la nave venne schiacciata. I membri della spedizione usarono le scialuppe di salvataggio per raggiungere l'Isola Elephant, un'isola desolata e disabitata ai margini della Penisola Antartica. Lì erano nuovamente bloccati. Shackleton e altri cinque stipati in una scialuppa di salvataggio, la James Caird, navigò attraverso il Mare di Scotia per 1300 km (800 miglia), per raggiungere la Georgia del Sud due settimane dopo. Essi approdarono alla Baia di re Haakon sulla parte Ovest disabitata dell'isola. Pessime condizioni meteorologiche impediscono loro di salpare nuovamente verso una delle stazioni baleniere sul lato Est dell'isola, le quali erano gli unici insediamenti umani nella Georgia del Sud. Al contrario, furono costretti ad attraversare l'interno, in gran parte sconosciuto, dell'isola. Shackleton arenò la sua imbarcazione e con altri due compì l'attraversamento dell'isola, passando per il ghiacciaio Fortuna. Trentasei ore dopo, raggiunsero la stazione baleniera di Stromness.

## 1982

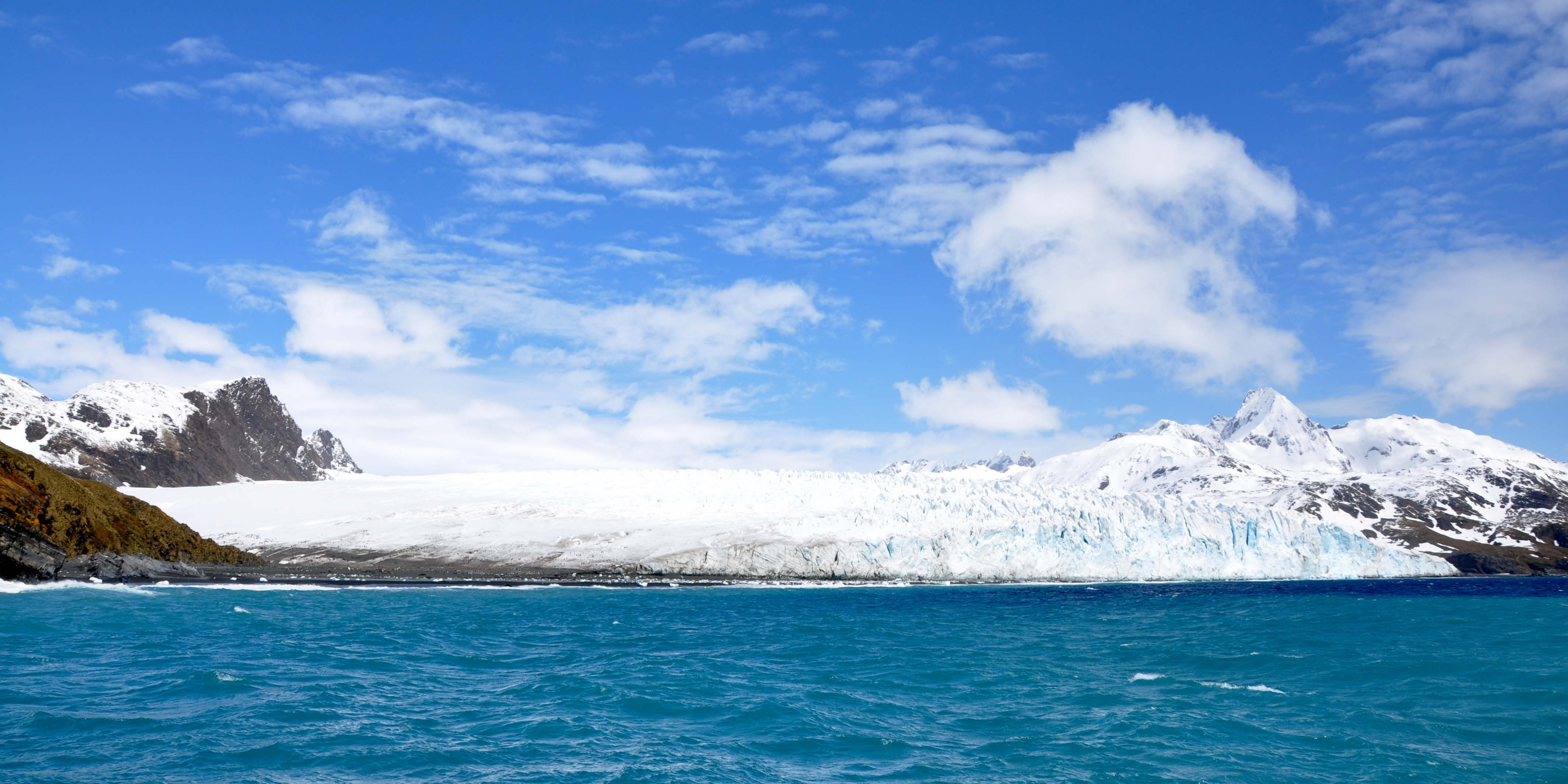
Il Ghiacciaio Fortuna, novembre 2009

Quando l'Argentina occupò militarmente le Isole Falkland e la Georgia del Sud, le Forze Armate Britanniche ripresero il controllo dell'isola con l'Operazione Paraquet, rimuovendo così la presenza militare argentina e ripristinando la sovranità britannica sull'isola. Fu deciso di far atterrare delle truppe di montagna dello Special Air Service e 42 commando della Royal Marine sul ghiacciaio, per avvicinarsi a Grytviken dalla direzione meno attesa. Dopo che le truppe vennero fatte atterrare sul ghiacciaio in condizioni di visibilità estremamente cattiva e venti estremamente intensi il 21 aprile, le condizioni peggiorarono ulteriormente, in modo molto veloce. Durante diversi tentativi di salvataggio ripetuti il giorno seguente, 22 aprile, da parte di un elicottero Wessex 3 (Antrim) e due elicotteri Wessex V (Tidespring), i due Wessex V si schiantarono a causa delle condizioni meteorolighe estreme. Il Wessex 3, il cui equipaggio era composto dal Tenente Comandante Ian Stanley, dal Tenente Chris Parry, dal Sottotenente Stewart Cooper e dal Sottufficiale David Fitzgerald, riuscì a salvare tutte le truppe e l'equipaggio in una straordinaria impresa di volo e navigazione poco prima del buio. Durante il ritorno alla HMS Antrim, il Wessex 3 (che può essere visitato al Fleet Air Arm Museum presso Yeovilton, nella Contea di Somerset in Inghilterra) trasportò 16 persone, contro una normale capacità di 4.